# Symphonie no 1 de Mayer
Pour les articles homonymes, voir Symphonie no 1.
La Symphonie no 1 en do mineur est une œuvre symphonique de 1847 de la compositrice Emilie Mayer.

## Contexte
La première symphonie d'Emilie Mayer est composée entre 1845 et 1847. Elle est écrite dans un style proche de celles de Mozart.

## Structure
L'œuvre comprend quatre mouvements :
1. Adagio en do mineur  - Allegro energico, en do mineur
2. Adagio
3. Allegro vivace 
 - Moderato 
 - Allegro vivace
4. Adagio 
 - Allegro

## Analyse

### I - Adagio - Allegro energico
Le premier mouvement est en do mineur et présente une introduction lente à la française avec des rythmes pointés. Il y a peu de contraste entre les deux thèmes. Le premier thème est proche d'une marche funèbre. Le second thème est plus mélodique. Il y a une forte influence de Mozart et de Mendelssohn. 

### II - Adagio
Le deuxième mouvement est en do mineur. Le thème du second mouvement rappelle le second thème du premier mouvement. Il est joué aux cordes et aux vents alternativement.

### III - Allegro vivace - Moderato - Allegro vivace
Le troisième mouvement comprend un menuet central. Il est en ré  majeur.

### IV - Adagio - Allegro
Le quatrième mouvement prend un thème d'anapeste qui rappelle à la fois le rythme pointé du premier mouvement et celui de la 40e symphonie de Mozart.

## Discographie
- Mayer: Symphonies Nos. 1 & 2, NDR Radiophilharmonie, Leo McFall (direction), CPO, 2020, 5552932